# Amphioctopus marginatus
Il polpo del cocco (Amphioctopus marginatus (Taki, 1964)), noto anche come polpo venato, è un mollusco cefalopode della famiglia Octopodidae, diffuso nei fondali sabbiosi adiacenti alle barriere coralline dell'Indo-Pacifico.
Questa specie è famosa per l'utilizzo di svariati strumenti o addirittura oggetti come riparo; uno dei ripari più noti per questo polpo sono le noci di cocco tagliate a metà e gettate in mare dall'uomo; da qui prende il nome comune di "polpo del cocco".

## Descrizione

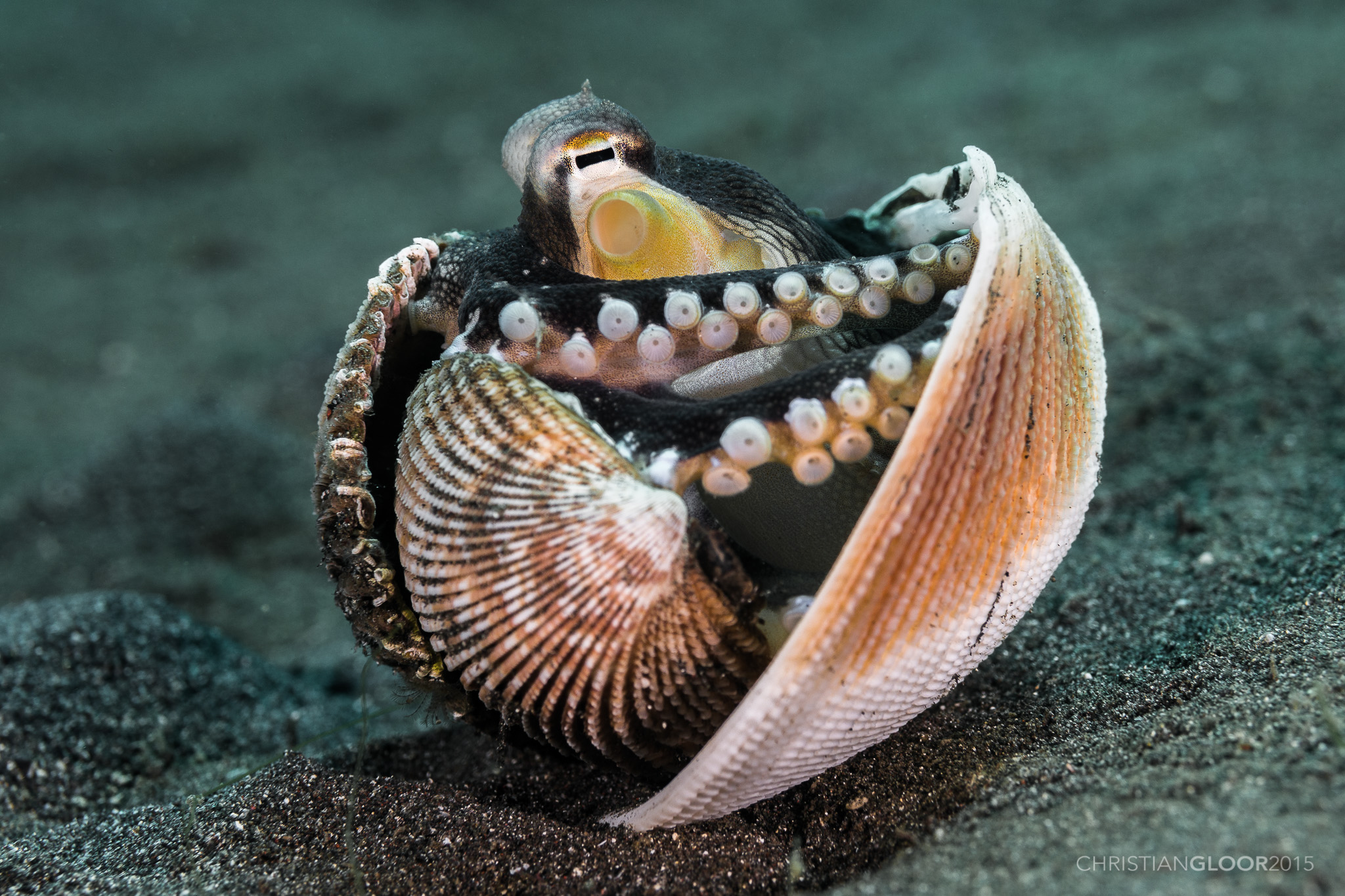
A. marginatus con diverse conchiglie di bivalvi come riparo

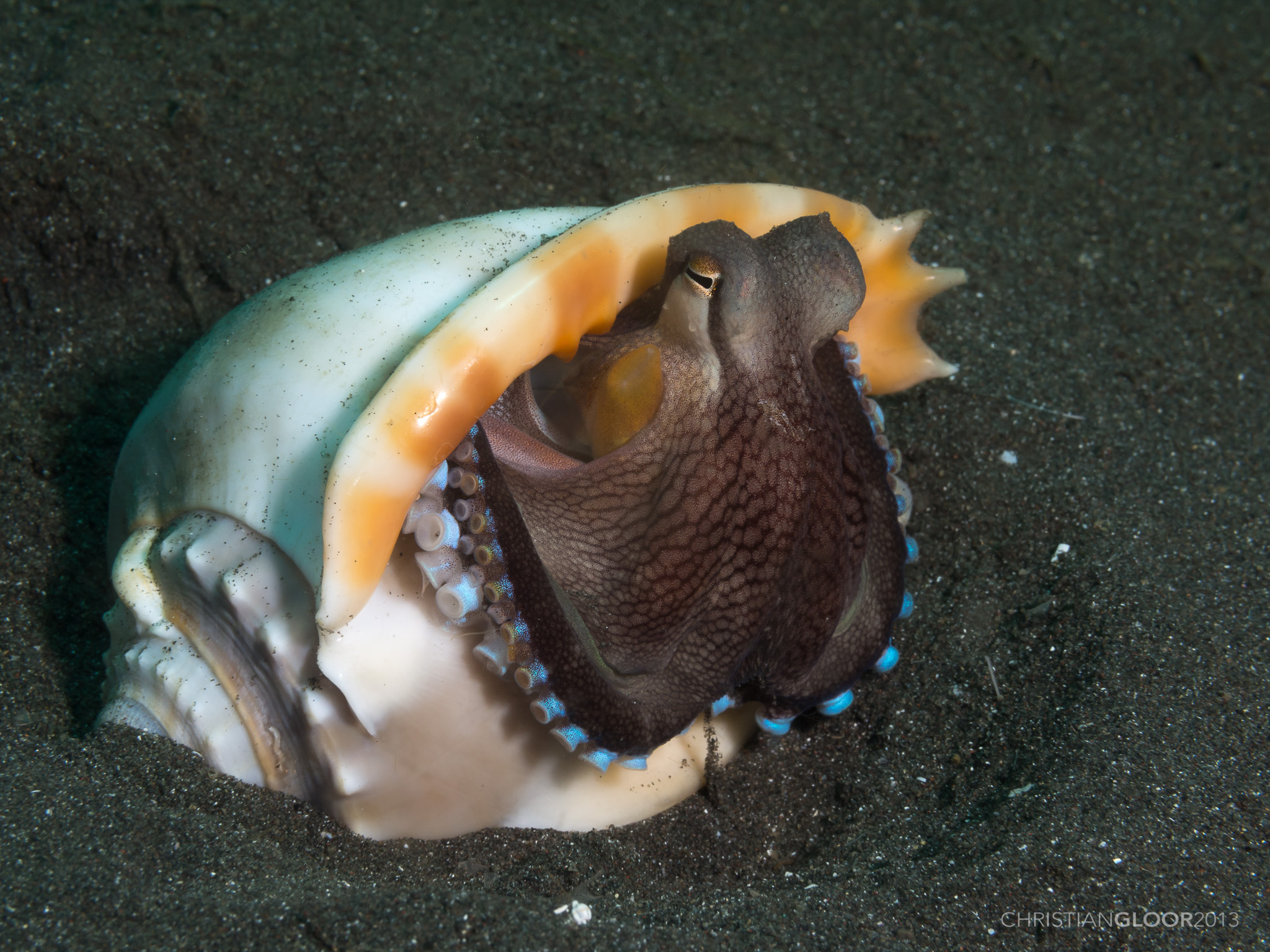
A. marginatus con la conchiglia di un gasteropode

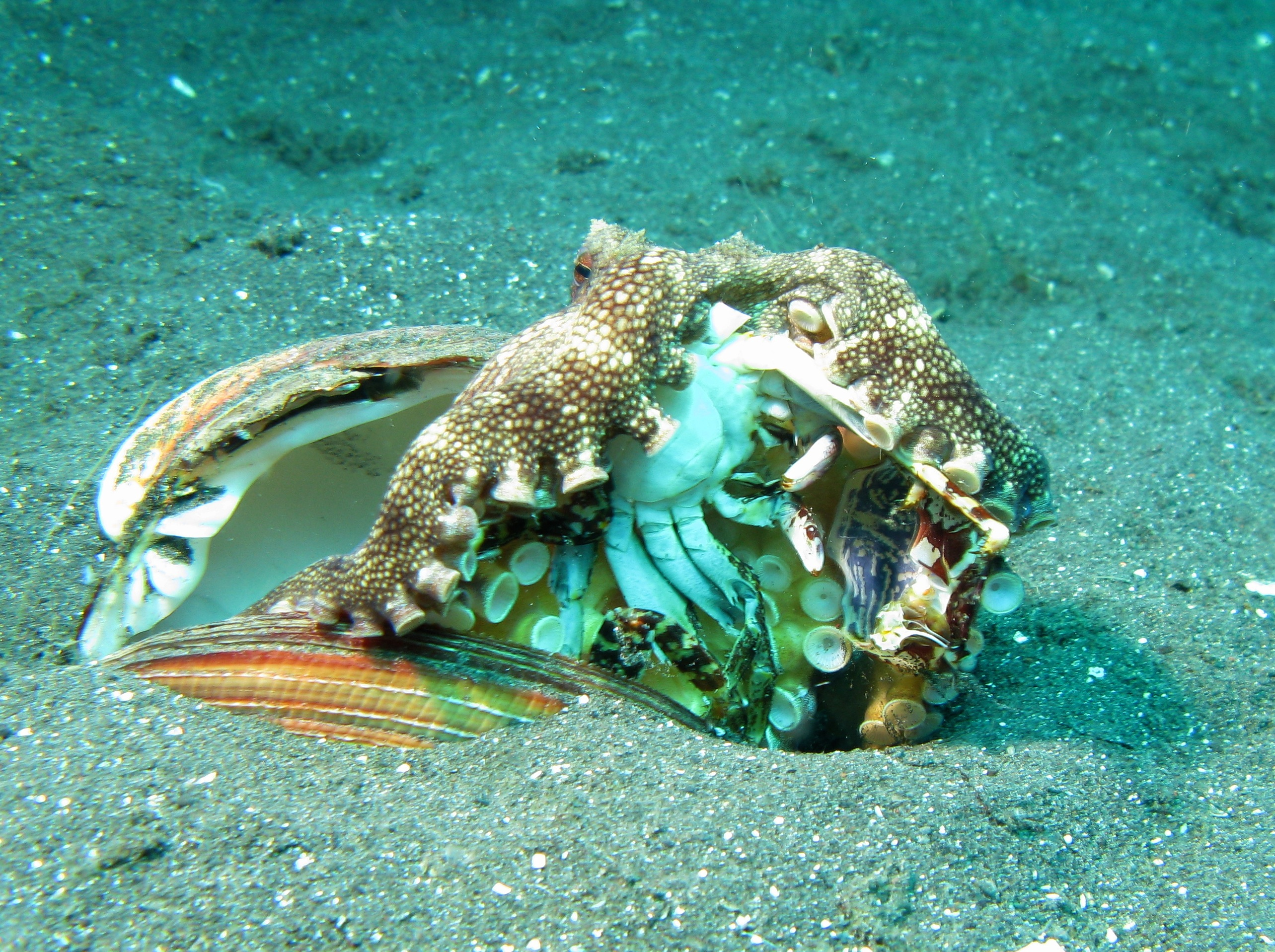
A. marginatus ha catturato un granchio dal suo nascondiglio

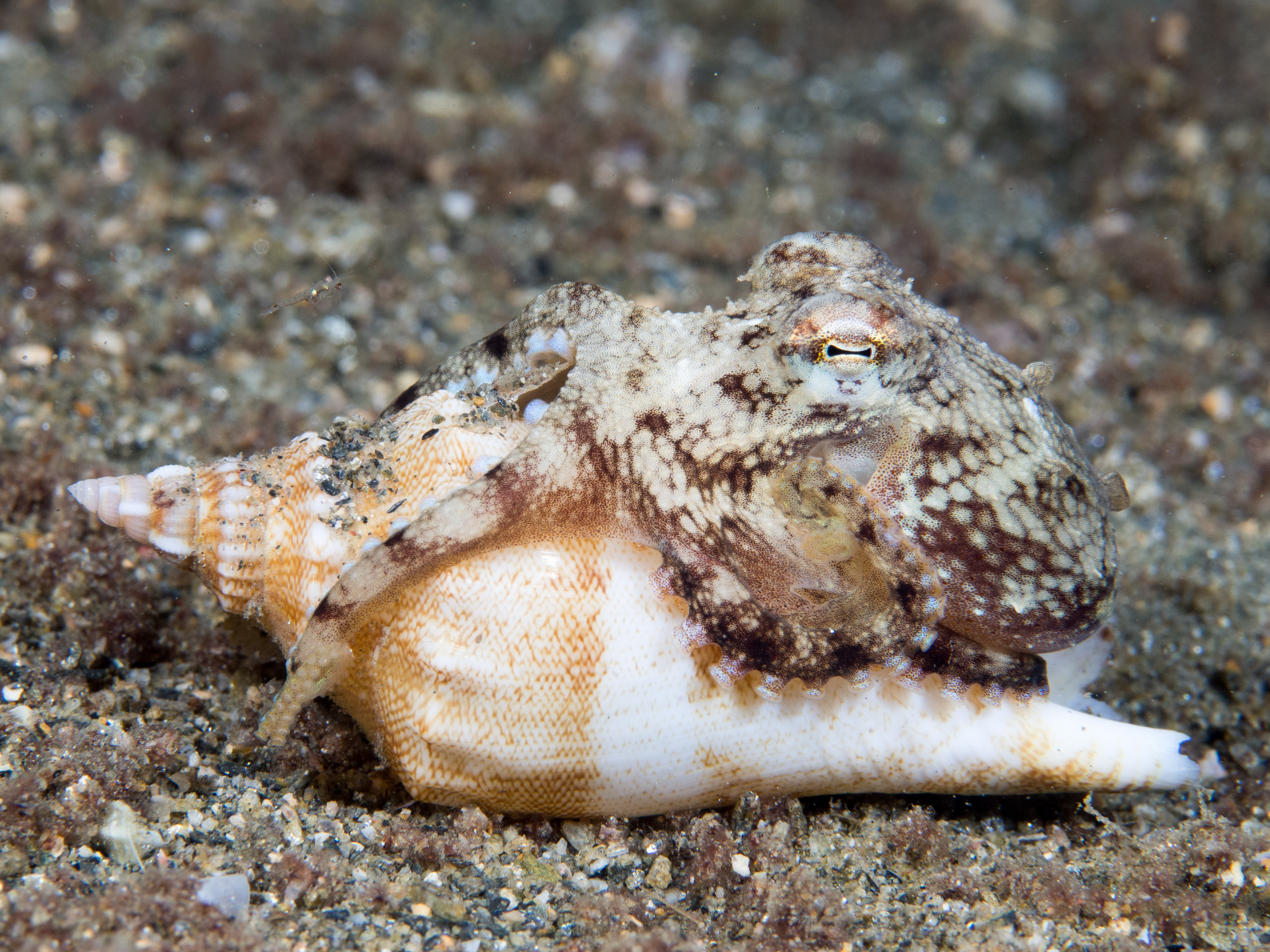
A. marginatus utilizza la conchiglia di un gasteropode come riparo

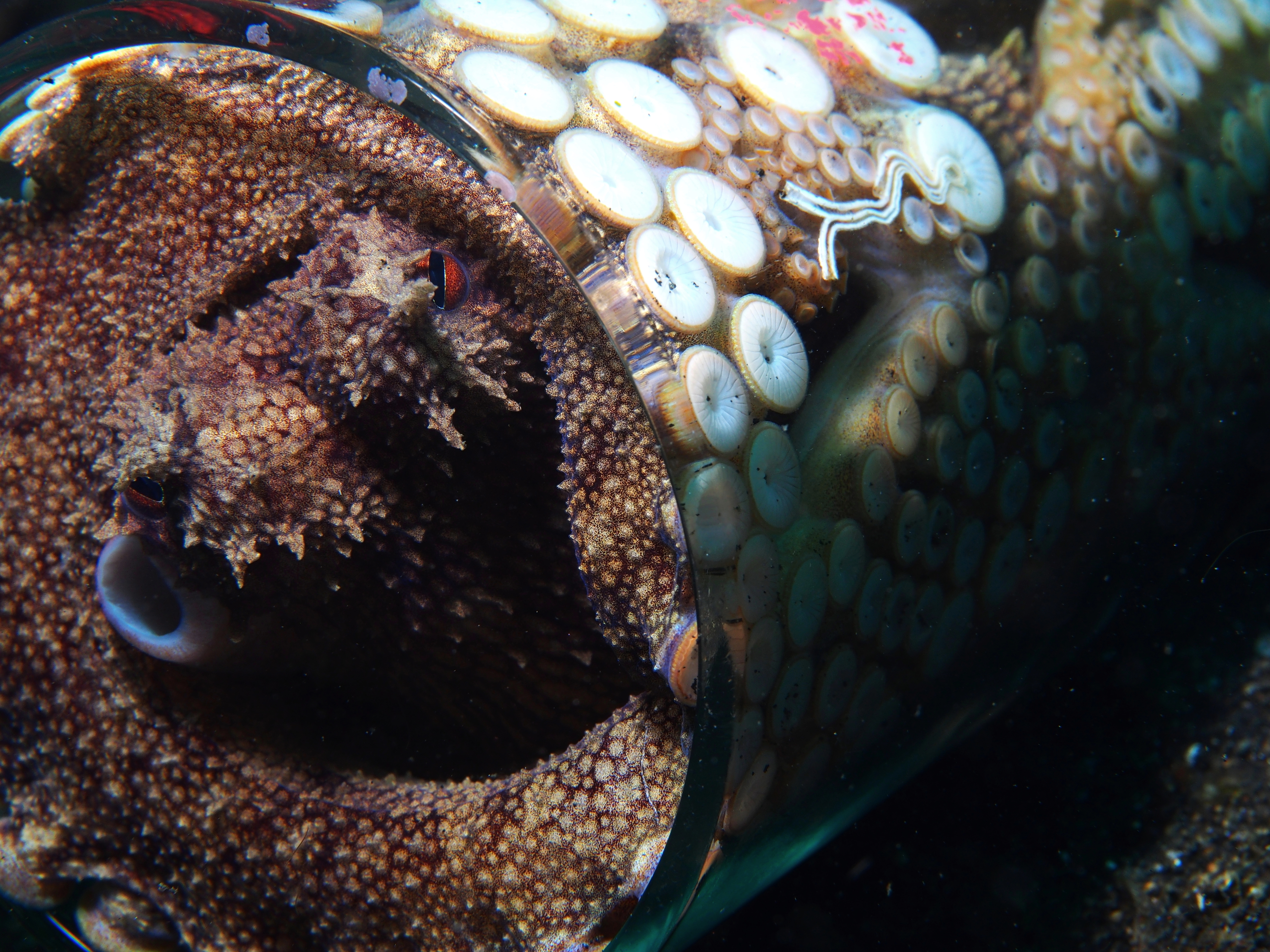
A. marginatus dentro un barattolo di vetro

A. marginatus è uno dei polpi più piccoli; il corpo (mantello) è normalmente lungo 8 centimetri e, comprese le braccia, raggiunge circa i 15 centimetri.
Il polpo del cocco presenta una colorazione tipica con linee ramificate scure simili a nervature (da qui il nome di "polpo venato"), solitamente con sifone giallo. Le braccia sono generalmente di colore scuro, con ventose bianche o bluastre. In molti display a colori, un'area trapezoidale più chiara può essere vista immediatamente sotto l'occhio.

## Biologia
Questo particolare polpo è noto per i suoi comportamenti insoliti, tra cui la locomozione bipede e l'uso di attrezzi (raccoglie i gusci delle noci di cocco e le conchiglie per usarli come riparo). Spesso si seppellisce nella sabbia con solo gli occhi scoperti.

### Comportamento
Nel marzo 2005 i ricercatori dell'Università della California - Berkeley, hanno pubblicato un articolo su Science in cui si diceva che A. marginatus mostrasse una locomozione bipede. È una delle sole due specie di polpi note per mostrare tale comportamento; l'altra specie è Abdopus aculeatus. Gli autori hanno scoperto questo comportamento in un'area al largo di Sulawesi, in Indonesia, dove il fondo sabbioso era disseminato di noci di cocco; il movimento bipede sembra imitare proprio una noce di cocco galleggiante.
I ricercatori del Museo di Melbourne in Australia hanno affermato che A. marginatus utilizza strumenti per l'occultamento e la difesa raccogliendo i detriti disponibili per creare una sorta di "fortezza" difensiva. Questo comportamento è stato osservato in individui a Bali e a Lembeh, nel Nord Sulawesi in Indonesia. I ricercatori hanno filmato il polpo mentre raccoglieva le noci di cocco scartate dagli umani dal fondo del mare. Il polpo le dispone quindi attorno al corpo del polpo per formare un nascondiglio sferico, simile a una conchiglia.

## Distribuzione e habitat
A. marginatus si trova nelle acque tropicali dell'oceano Indiano, dal Sudafrica al mar Rosso, India, sud-est asiatico, Filippine, Taiwan, Giappone e Australia orientale.
Si trova solitamente su fondali sabbiosi, in baie o lagune, sempre nei pressi dei reef tropicali.

## Galleria d'immagini

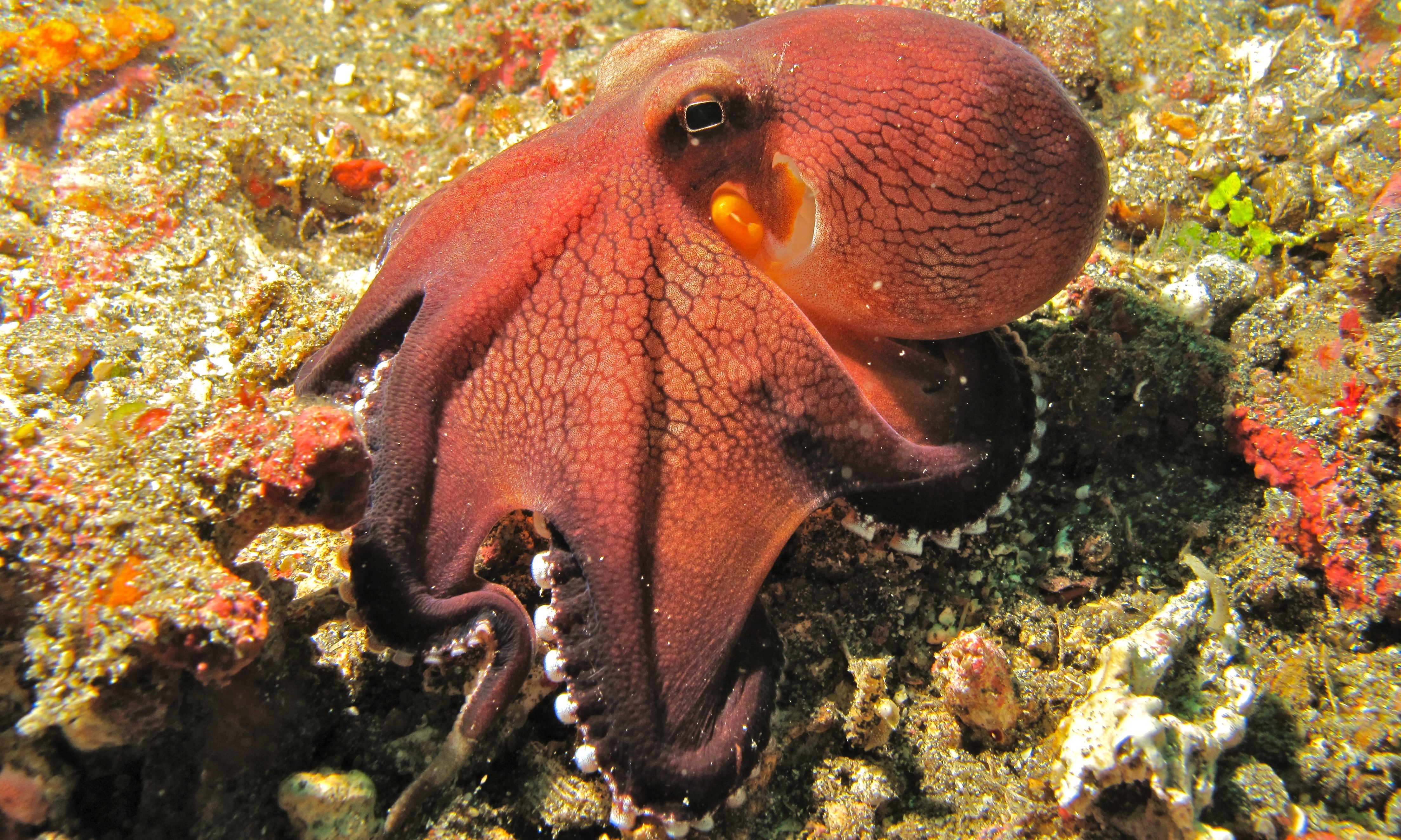
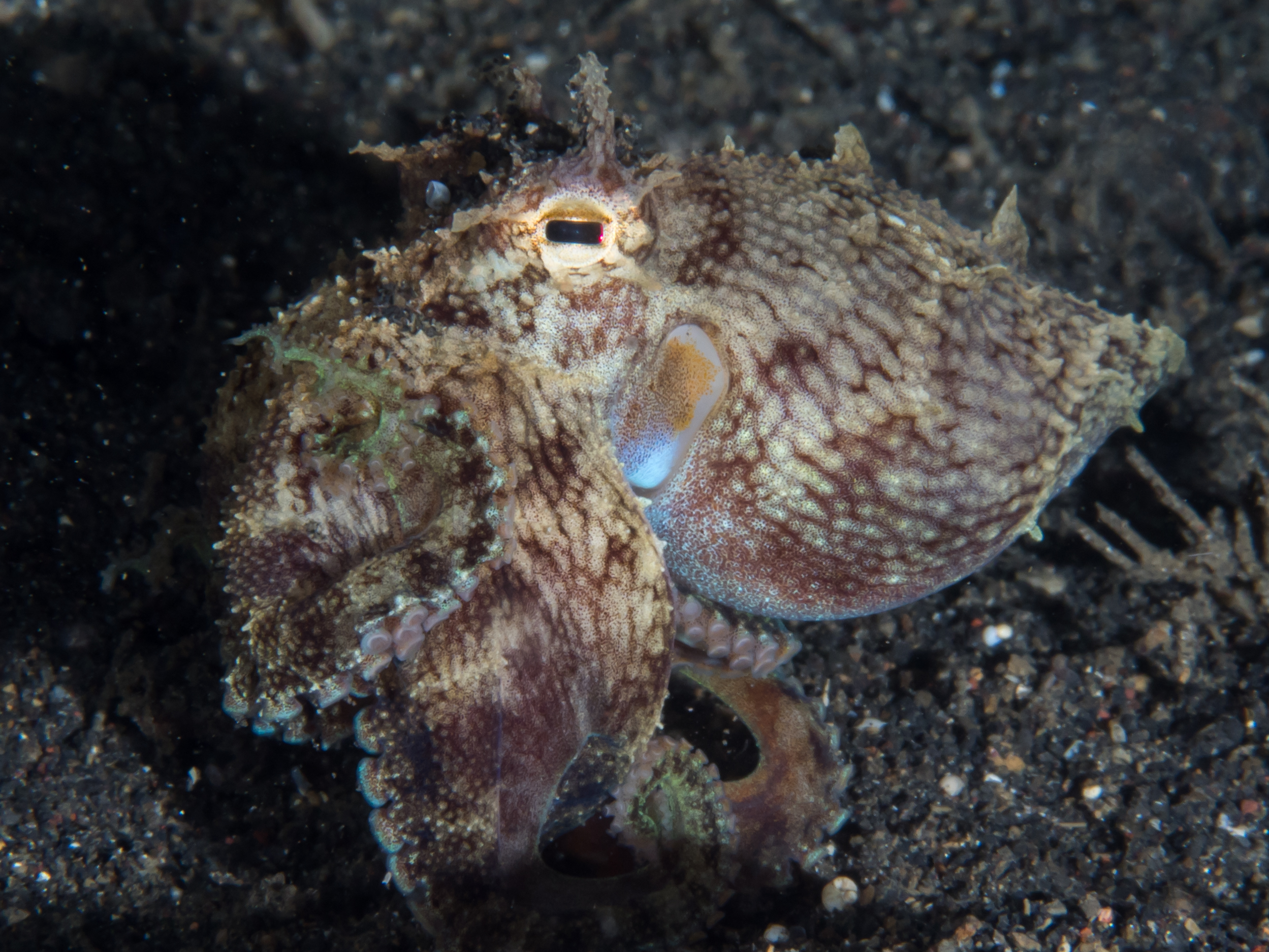
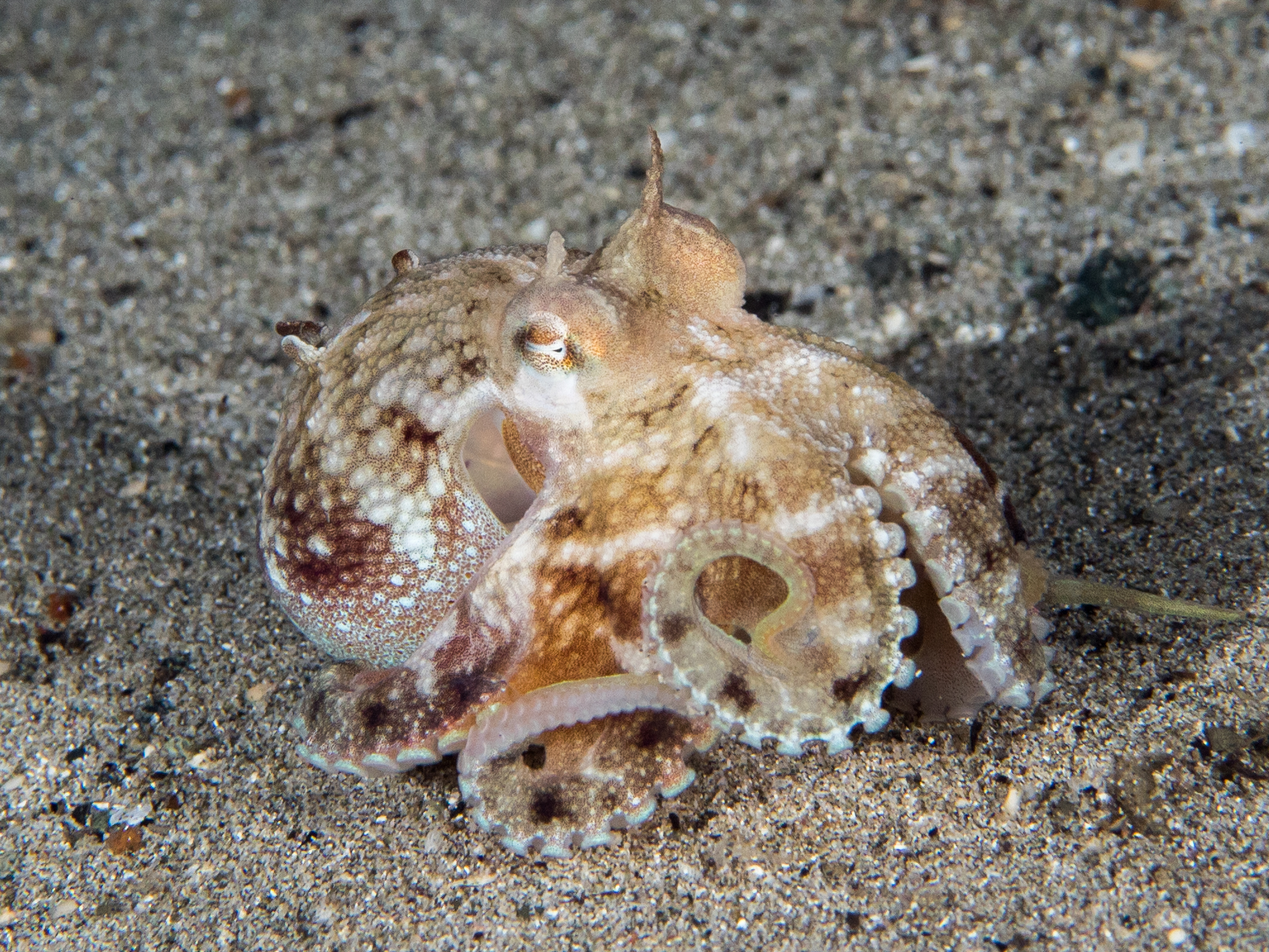
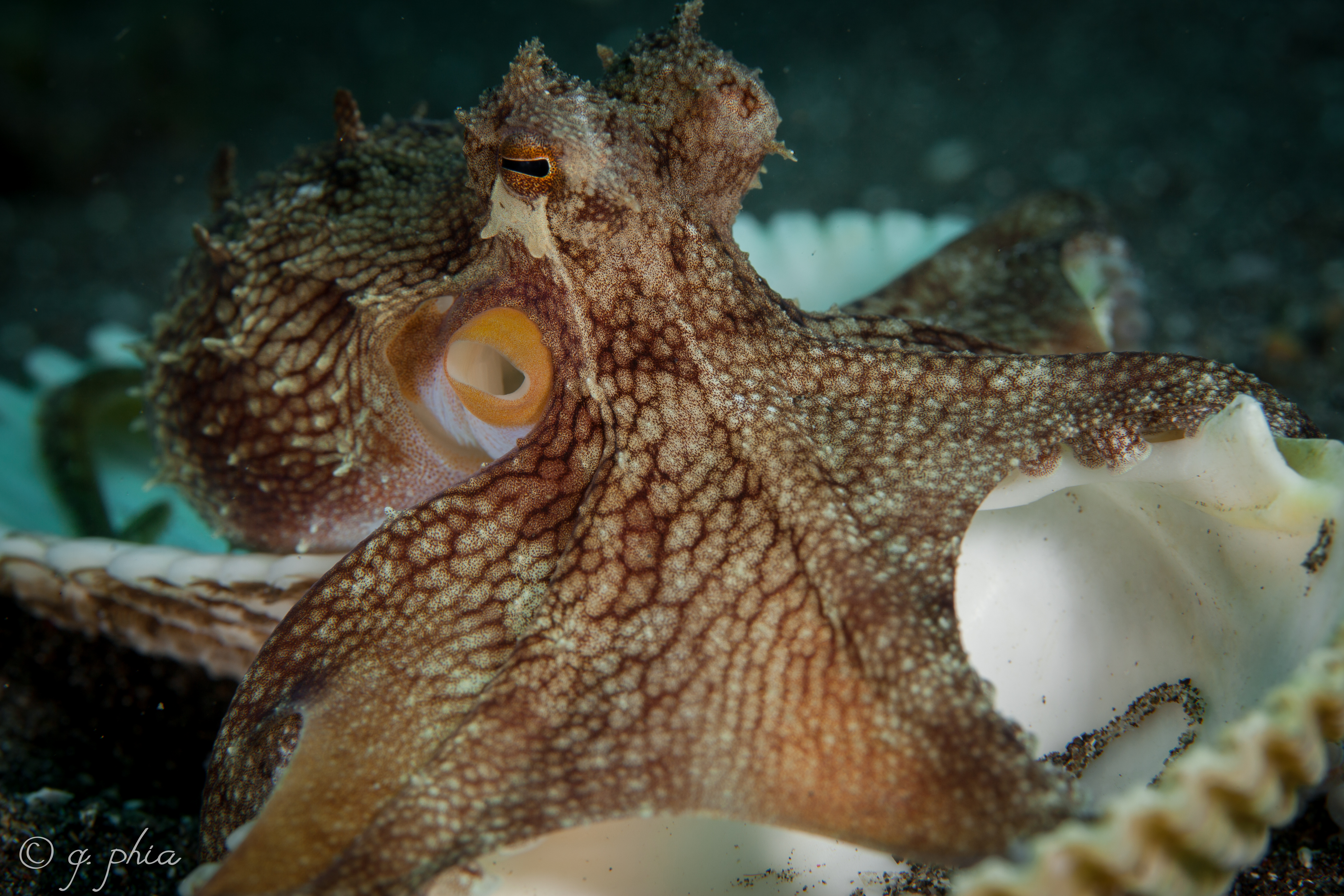
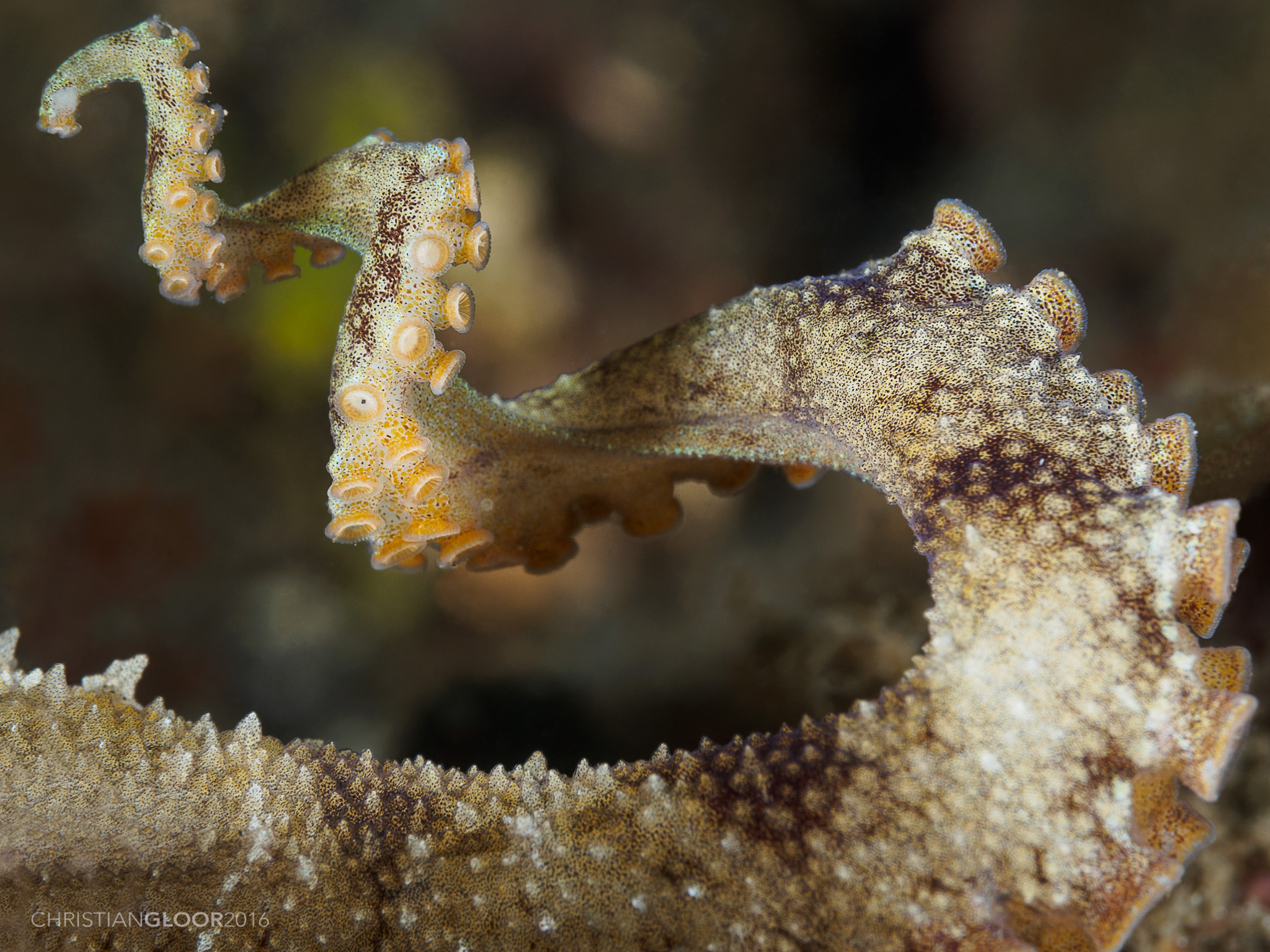
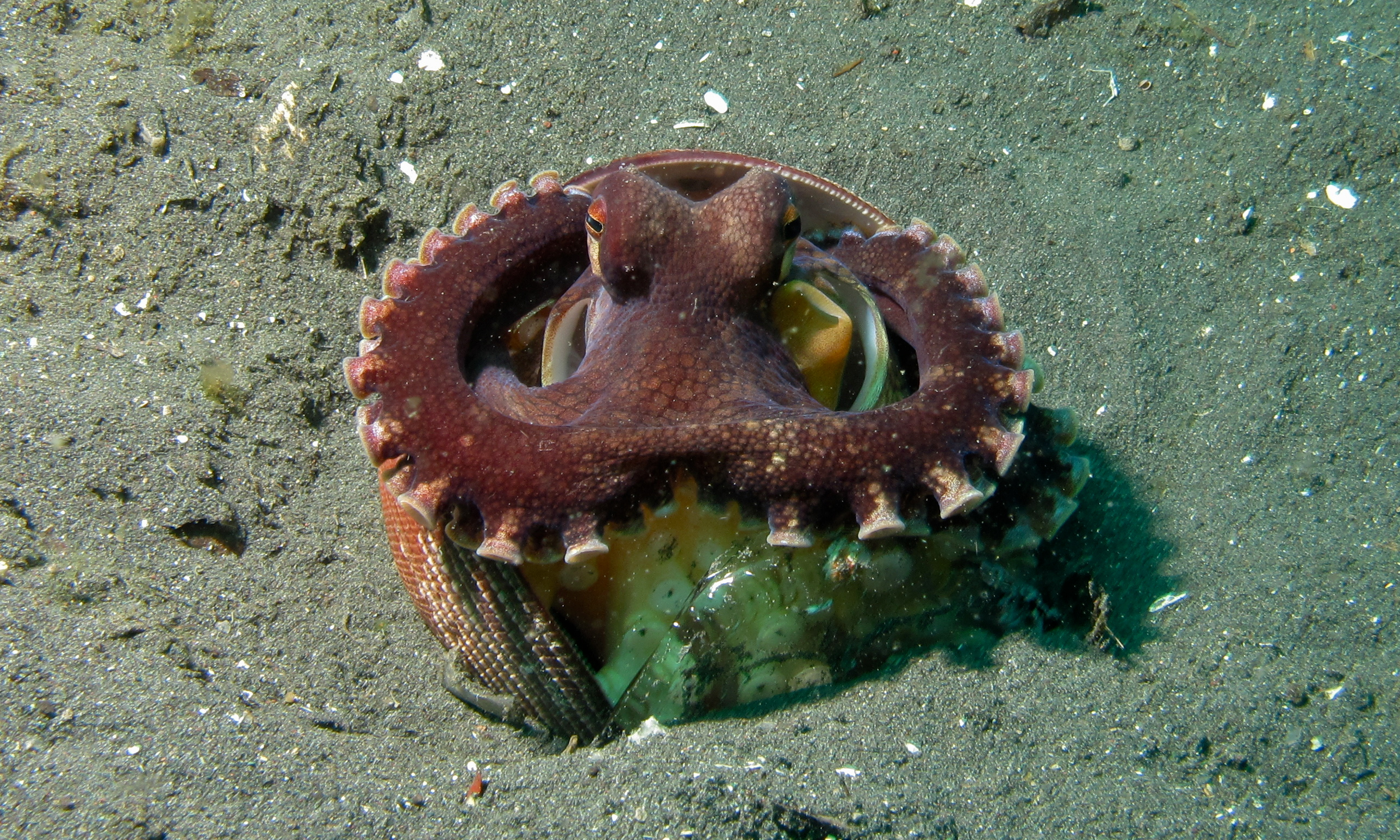
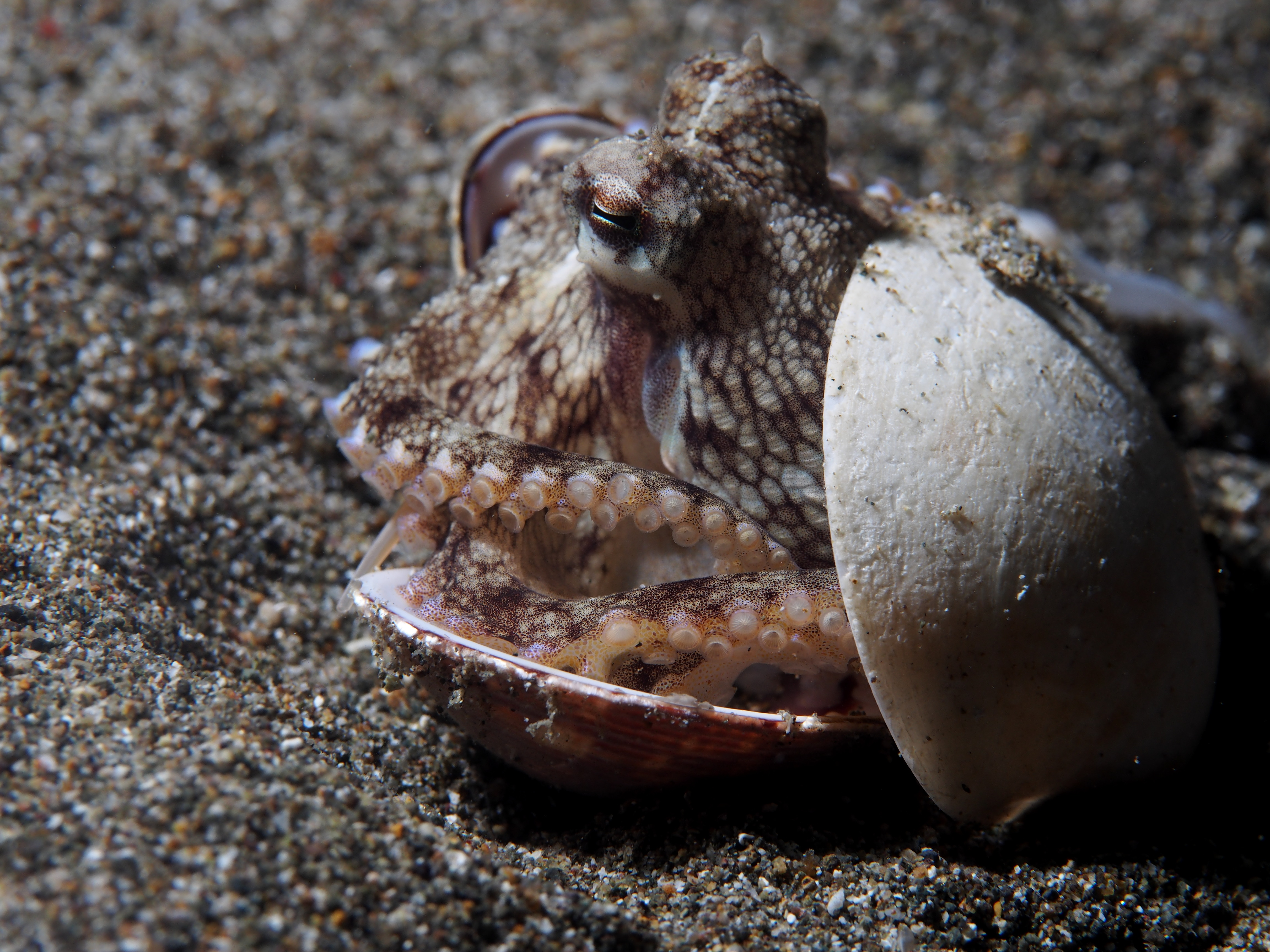
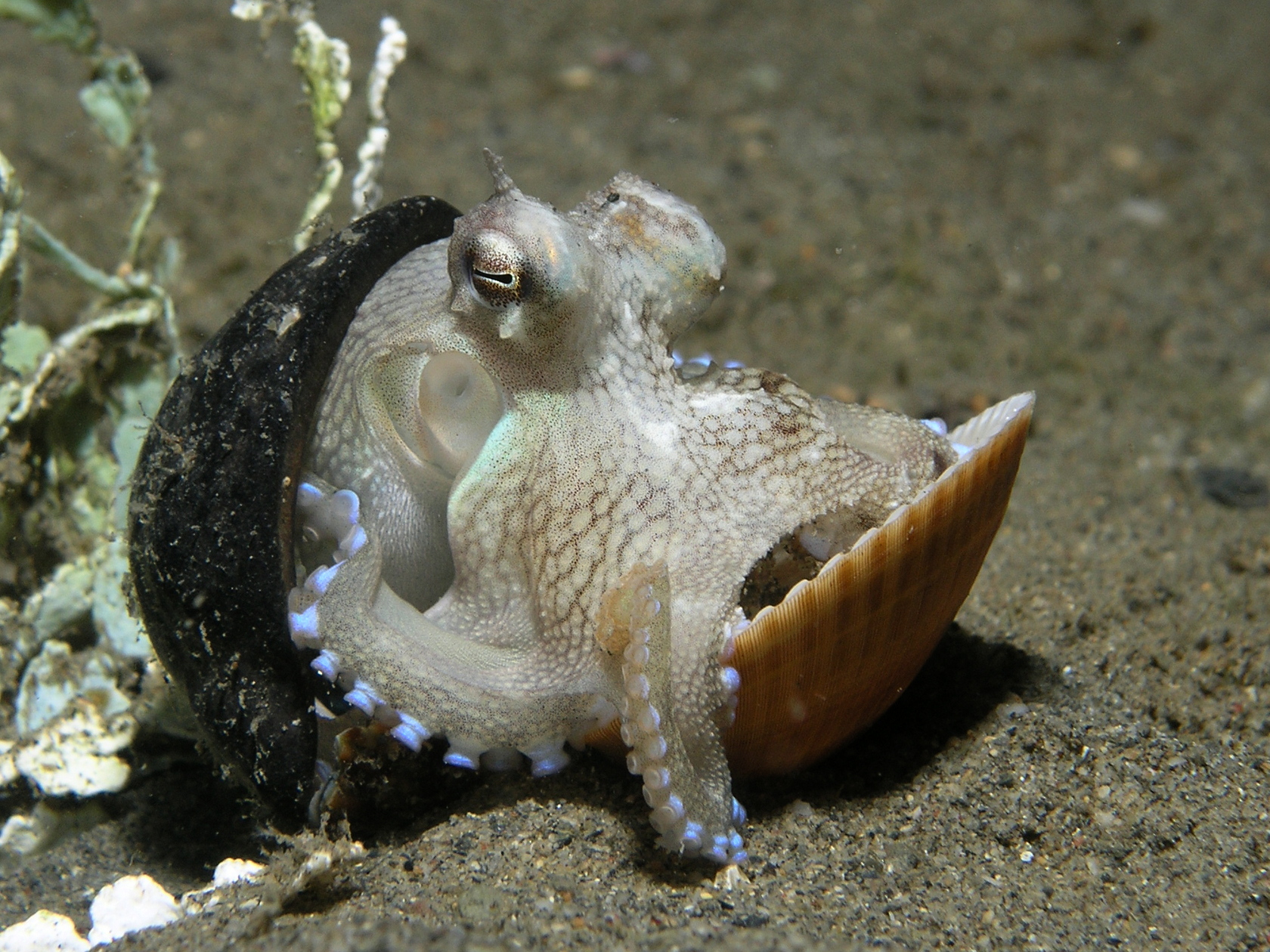
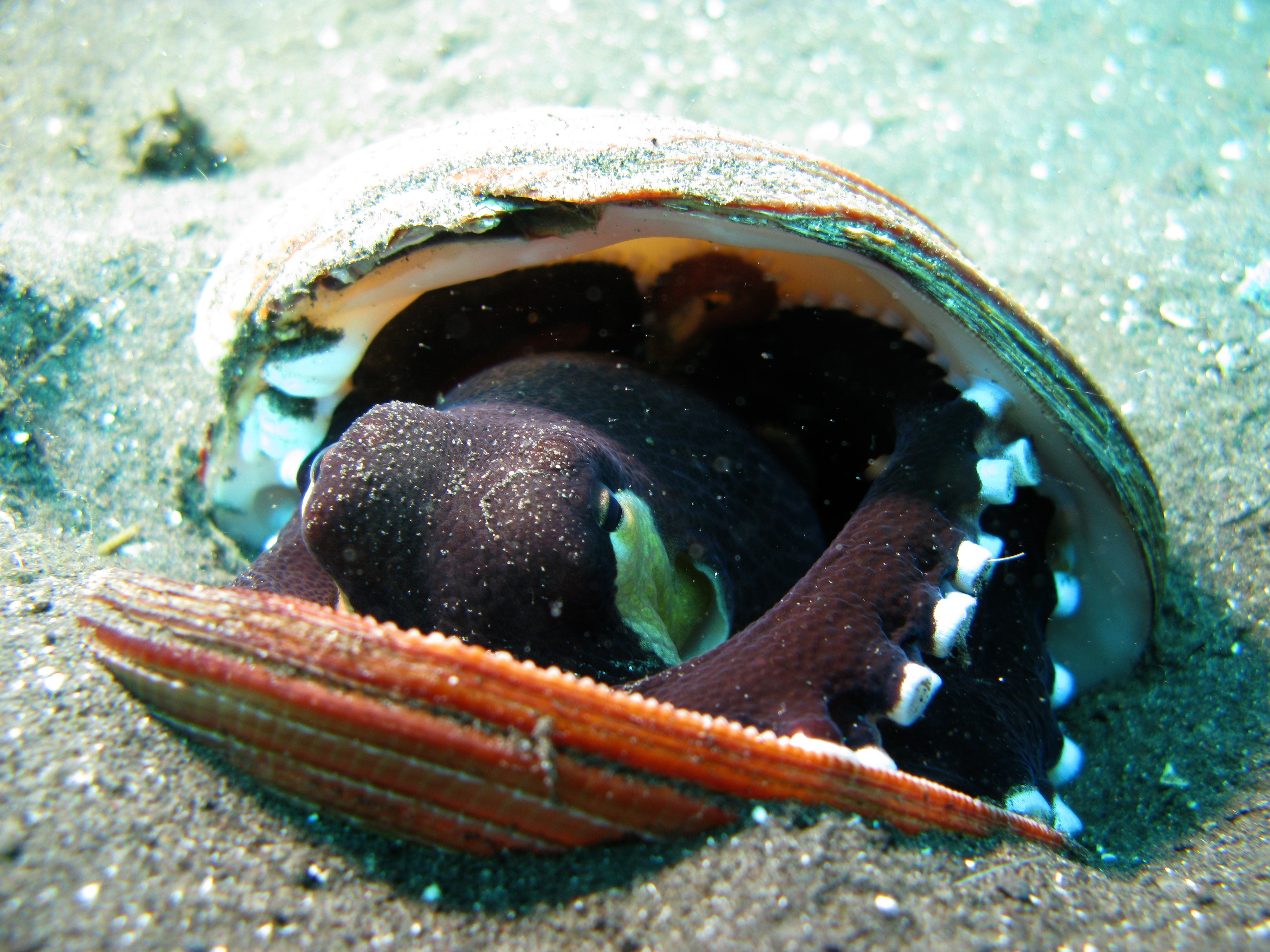
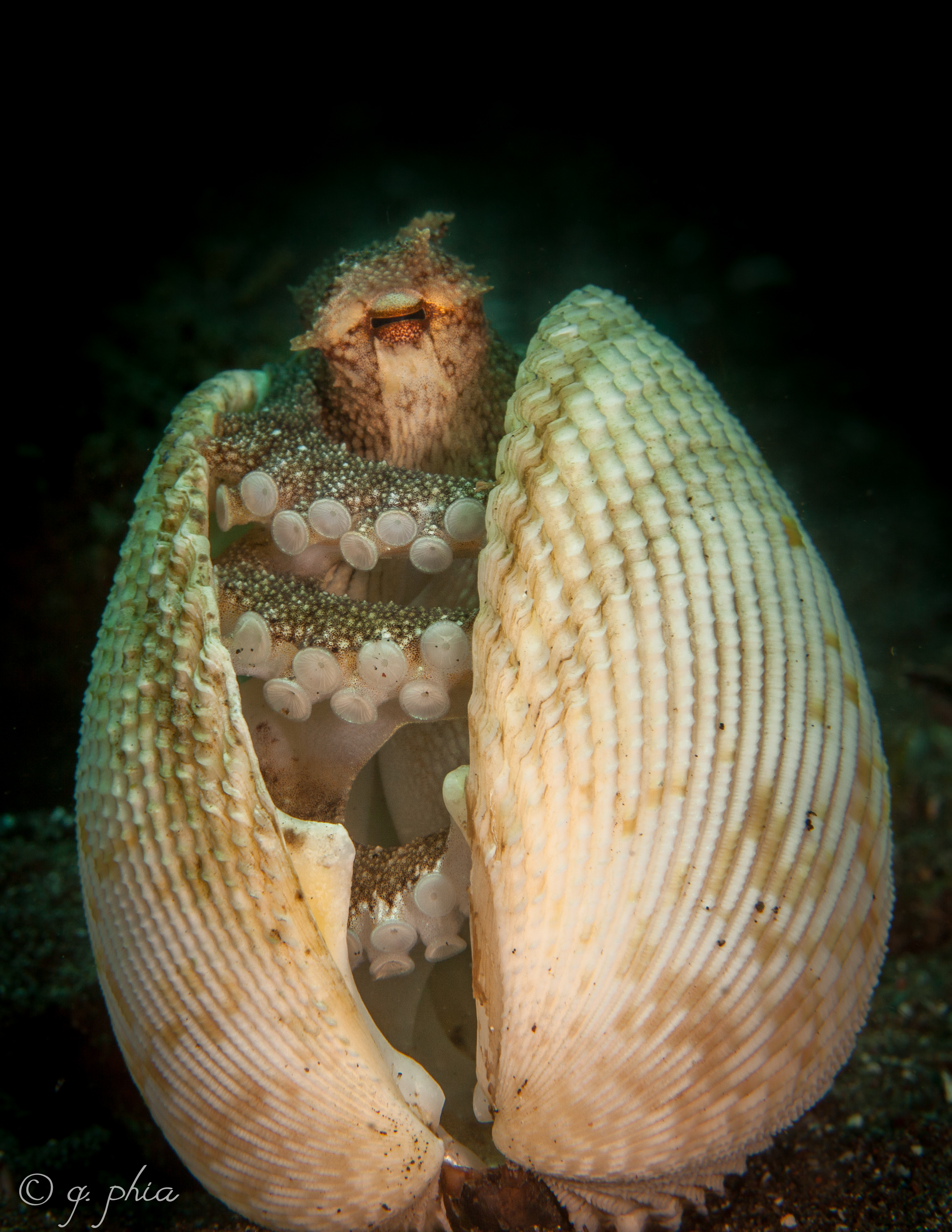